# Pinneberg
Pinneberg är en tysk stad i Kreis Pinneberg i förbundslandet Schleswig-Holstein. Staden har cirka 45 000 invånare och ligger vid motorvägen A23, nordväst om Hamburg. Staden gränsar till Appen, Borstel-Hohenraden, Halstenbek, Hamburg, Kummerfeld, Prisdorf, Rellingen, Schenefeld och Tangstedt. Pinneberg har anor från 1200-talet, då en fästning byggdes där. Genom Pinneberg flyter floden Pinnau. Registreringsskyltarna på bilarna i området har begynnelsebokstäverna PI, vilket också gäller för det närliggande området. Staden har täta bussförbindelser med Wedel och en S-bahnlinje till Hamburg. Pinneberg är vänort med Rockville, Maryland i USA.